# Thera cupestrata
Thera cupestrata är en fjärilsart som beskrevs av Freyer 1830. Thera cupestrata ingår i släktet Thera och familjen mätare. Inga underarter finns listade i Catalogue of Life.